# Antoine Chantron
Pour les articles homonymes, voir Chantron.
Antoine Chantron, né le 1er mai 1771 à Avignon et mort dans la même ville le 13 novembre 1842, était un colonel et peintre paysagiste français.

## Biographie
Enrôlé comme capitaine de l'armée d'Italie en 1794, il devient officier de pontonniers en 1799. Chef de bataillon en 1808 et colonel en 1813, il sert essentiellement en Italie durant les guerres de la Révolution et de l'Empire, au cours desquelles il devient en 1808, inspecteur des manufactures d'armes de Versailles puis de Turin. Il achève sa carrière en 1832 comme directeur d'artillerie à Grenoble. Chevalier de la Légion d'honneur en 1805, il est promu officier du même ordre en 1815.
Devenu, après sa retraite militaire, un autodidacte habile de la peinture paysagiste, il composa des tableaux et des aquarelles représentant paysages et panoramas vauclusiens.
Ce notable local fut également administrateur du musée Calvet d'Avignon et en rédigea le catalogue publié en 1857. Plusieurs de ses œuvres ont intégré les collections de cette institution.
Son fils Antoine Chantron (1819-1892), dit Antoine Chantron le fils, fut un dessinateur de talent.

## Sources
- « Dossier de Légion d'honneur d'Antoine Chantron. »